# Ryrkajpij
Ryrkajpij (ros. Рыркайпий) – wieś w Rosji, w Czukockim Okręgu Autonomicznym, w rejonie iultińskim. W 2010 liczyła 766 mieszkańców, głównie Czukczów.